# Mansão do Caminho
A Mansão do Caminho é a obra social do Centro Espírita Caminho da Redenção, situada em Salvador, no estado da Bahia, tendo sido fundada em 15 de agosto de 1952 pelo médium e orador espírita Divaldo Franco e seu amigo Nilson de Souza Pereira. Inicialmente situada no bairro da Calçada, foi transferida oito anos após sua criação para o bairro de Pau da Lima.
A fundação foi uma das entidades pioneiras no assistencialismo social e no parto humanizado na cidade de Salvador, embora em 2023 tenha decidido interromper os trabalhos de parto devido à baixa procura. Até o final dos anos 1980, quase 700 crianças e adolescentes haviam residido na Mansão. Nesse momento, a fundação mudou suas práticas de ensino para adaptar-se às metodologias pedagógicas modernas.